# Ismaïla Madior Fall
Pour les articles homonymes, voir Fall.
 (octobre 2023).
La mise en forme du texte ne suit pas les recommandations de Wikipédia : il faut le « wikifier ».
Les points d'amélioration suivants sont les cas les plus fréquents :
- Les titres sont pré-formatés par le logiciel. Ils ne sont ni en capitales, ni en gras.
- Le texte ne doit pas être écrit en capitales (les noms de famille non plus), ni en gras, ni en italique, ni en « petit »…
- Le gras n'est utilisé que pour surligner le titre de l'article dans l'introduction, une seule fois.
- L'italique est rarement utilisé : mots en langue étrangère, titres d'œuvres, noms de bateaux, etc.
- Les citations ne sont pas en italique mais en corps de texte normal. Elles sont entourées par des guillemets français : « et ».
- Les listes à puces sont à éviter, des paragraphes rédigés étant largement préférés. Les tableaux sont à réserver à la présentation de données structurées (résultats, etc.).
- Les appels de note de bas de page (petits chiffres en exposant, introduits par l'outil «  Source ») sont à placer entre la fin de phrase et le point final[comme ça].
- Les liens internes (vers d'autres articles de Wikipédia) sont à choisir avec parcimonie. Créez des liens vers des articles approfondissant le sujet. Les termes génériques sans rapport avec le sujet sont à éviter, ainsi que les répétitions de liens vers un même terme.
- Les liens externes sont à placer uniquement dans une section « Liens externes », à la fin de l'article. Ces liens sont à choisir avec parcimonie suivant les règles définies. Si un lien sert de source à l'article, son insertion dans le texte est à faire par les notes de bas de page.
- La présentation des références doit suivre les conventions bibliographiques. Il est recommandé d'utiliser les modèles {{Ouvrage}}, {{Chapitre}}, {{Article}}, {{Lien web}} et/ou {{Bibliographie}}. Le mode d'édition visuel peut mettre en forme automatiquement les références.
- Insérer une infobox (cadre d'informations à droite) n'est pas obligatoire pour parachever la mise en page.

Pour une aide détaillée, merci de consulter Aide:Wikification.
Si vous pensez que ces points ont été résolus, vous pouvez retirer ce bandeau et améliorer la mise en forme d'un autre article.
Ismaïla Madior Fall est un universitaire et homme politique sénégalais, ministre des Affaires Étrangères et des Sénégalais de l'Étranger de 2023 à 2024. Né le 05 mars 1989 à LINZOLO

## Carrière universitaire
Ismaïla Madior Fall est agrégé de droit public et de science politique. Il enseigne régulièrement à l'Université Cheikh Anta  Diop de Dakar.
Il est un expert consulté par plusieurs organisations internationales et auteur de plusieurs ouvrages sur le constitutionnalisme.

## Carrière politique
Ismaïla Madior Fall est un collaborateur du président Macky Sall depuis le début de son magistère.
Conseiller juridique du Président de la République depuis 2013, il a présidé le Comité de la réforme de l’Acte III de la décentralisation. Il a aussi été Président du Comité national de l’Initiative pour la transparence dans les industries extractives (CN-ITIE) du Sénégal. Il est également l'un des artisans de la réforme constitutionnelle de 2016.
Ismaïla Madior Fall est nommé plusieurs fois ministre à partir de 2017.
Il est à deux reprises Ministre de la Justice; d'abord entre septembre 2017 et mai 2019, puis entre septembre 2022 et octobre 2023. De 2023 à 2024, il est ministre des Affaires Etrangères et des Sénégalais de l'Etranger.
En mai 2025, la Haute Cour de justice inculpe Ismaïla Madior Fall, pour « tentative de corruption ».